# Syndicats Front national
L'appellation Syndicat Front national regroupe les syndicats professionnels FN-RATP, FN-TCL, FN-Pénitentiaire et Force nationale pénitentiaire-FNP, FN- Poste, FN-Police, le Mouvement pour une éducation nationale (MEN), le FN des locataires (FNL), le FN des Salariés de la Presse (FNSP), ainsi qu'un syndicat prud'homal, la Coordination française nationale des travailleurs (CFNT) et un syndicat patronal, la Fédération nationale entreprises modernes et libertés (FNEML) créés par le Front national en France au milieu des années 1990 et dont l'existence fut invalidée par la justice française.

## Essor du syndicalisme au FN
Dominique Andolfatto et Thierry Choffat indiquent que « les rapports entre l'extrême droite et le syndicalisme sont habituellement conflictuels. Dès les années 1970, l'appareil frontiste, dont les membres sont souvent issus de milieux hostiles au syndicalisme ouvrier, met en garde contre les confédérations syndicales même si, instinctivement, certains militants catholiques du FN rejoignent la Confédération française des travailleurs chrétiens (CFTC) tandis que d'autres, par anticommunisme, préfèrent Force ouvrière (FO). Mais ces réseaux extrémistes sont alors très marginaux. Ils ne prendront consistance que dans les années 1990 avec l'affirmation du phénomène « ouvriéro-lepéniste », soit la montée du vote Le Pen dans la population ouvrière, jusqu'alors orientée majoritairement à gauche (même s'il a toujours existé un vote ouvrier orienté à droite) ou abstentionniste ».

## Volonté du FN
Bruno Gollnisch, alors secrétaire général du Front national, souligne la nécessité de constituer « un Front social sur le front du travail ». L'opération visant à lancer des syndicats FN est confiée au délégué général-adjoint Philippe Olivier. En février 1996, Bruno Mégret, délégué du FN, annonce une intensification de la présence du Front national dans la société française en renforçant son implantation locale et sa présence dans les milieux professionnels.
Valérie Igounet souligne que « l’offensive syndicale frontiste ne manque pas de faire apparaître des incohérences dans l’idéologie du Front national, dont une de taille : le FN a toujours affirmé son antisyndicalisme et vient, une nouvelle fois, de se prononcer contre la grève dans le service public, c’est-à-dire pour la création d’un service minimum ».

## Différents syndicats

### FN-Police
Le Front national-Police (FNP) voit le jour le 6 novembre 1995 pleinement reconnu par le ministère de l'Intérieur de Jean-Louis Debré. Il est le premier syndicat mis en place par le Front national, juste avant les élections professionnelles des 12 et 15 décembre 1995 où il obtient 7,4 % des voix. Ce résultat lui permet d'obtenir un siège à l'instance paritaire de la police nationale. Le 10 avril 1998 le syndicat est invalidé par la Cour de cassation sur réquisition des autres syndicats policiers. Le tribunal lui reproche son objectif de « diffuser l'idéologie d'un parti politique » et le fait que son président doit statutairement « être informé de l'appartenance politique de ses adhérents ». Le FNP est présidé par Jean-Paul Laurendeau, conseiller municipal FN de Brunoy (Essonne) de 1989 à 1995 et ancien secrétaire général de la Fédération professionnelle indépendante de la police (FPIP), syndicat classé à l'extrême droite.

### Transports en commun
Le Front national-RATP voit le jour en février 1996 dans le but de syndiquer les employés de la Régie autonome des transports parisiens. Le syndicat devient ensuite Force nationale transports en commun. Valérie Igounet relève que « la plupart de ses membres ont été actifs dans les grèves de décembre et ne relèvent pas de contradictions dans leur engagement sur ce point ».
Dans son jugement du 11 septembre 1996, le tribunal de grande instance de Lyon reconnaît la qualité de syndicat à la Force nationale-Transports en commun lyonnais (FN-TCL), qui revendique 350 adhérents au sein de Transports en commun lyonnais (soit 10 % des effectifs). En revanche, le tribunal lui refuse la représentativité dans l'entreprise au motif qu'elle ne dispose pas d'une ancienneté ni d'une expérience suffisantes, et qu'elle n'est pas en mesure d'exercer une activité syndicale réelle et indépendante compte tenu de la faiblesse de ses cotisations.

### FN-TCL
Le Front national-TCL voit le jour en mai 1996 dans le but de syndiquer les employés des Transports en commun lyonnais. 

### FN-Pénitentiaire et Force nationale pénitentiaire
Le Front national-Pénitentiaire voit le jour en septembre 1996 dans le but de syndiquer les employés des prisons françaises. Il est invalidé par la Cour de cassation le 10 avril 1998 en même temps que son corollaire policier, FN-Police. Une nouvelle tentative sous le nom de Force nationale pénitentiaire-FNP échoue[Quand ?].

### FN-Poste
Le Front national-Poste voit le jour dans le but de syndiquer les employés de la Poste.

### Mouvement pour un enseignement national (MEN)
Le Mouvement pour un enseignement national (MEN) est issu du cercle de réflexion sur l'éducation du Front national, le Cercle national de l'Enseignement. Il a déposé ses statuts en décembre 1995 avec « une finalité politique qui veut faire avancer les idées nationales dans l'éducation » . Présidé par Olivier Pichon, conseiller régional FN, il ne présente pas de listes propres aux élections professionnelles de 1996 mais affirme être parvenu à insérer une cinquantaine de candidats sur des listes d'autres syndicats, notamment le Syndicat national des lycées et collèges (SNALC), ce qui difficilement vérifiable .

### FN des locataires (FNL)
Le FN des locataires (FNL) obtint en juin 1996 18 élus à sa première participation aux élections des conseils d'administration des offices HLM.

### Coordination française nationale des travailleurs (CFNT)
La CFNT, qui réunit plusieurs syndicats FN, se présente à l'élection des conseils de prud'hommes du 10 décembre 1997 où elle obtient 5,91 % des voix pour 132 listes dans 34 départements, soit une moyenne d'un peu moins de 2 % au niveau national. Elle obtient plusieurs élus mais ils sont tous destitués par les tribunaux en raison de leur dépendance idéologique. Dominique Andolfatto et Thierry Choffat indiquent qu'« après ces élections, le droit du travail a été modifié pour éviter toute nouvelle candidature inspirée par un parti politique lors des élections prud'homales. Désormais, ce type de candidature est considéré contraire à l'impartialité de la justice, à laquelle les conseillers prud'hommes participent ».

### Fédération nationale entreprises modernes et libertés (FNEML)
La FNEML, destinée aux PME, voit le jour dans le but de constituer un syndicat patronal (organisation patronale). Fondée par André Dufraisse, et s'appelait à l'origine « Entreprise moderne et libertés », avant que Jean-Michel Dubois n'en change l'appellation. Il obtiendra 8 sièges à l'élection des conseils de prud'hommes du 10 décembre 1997.

## Perte de la qualité de syndicats et disparition (1996-1998)
À la suite de saisines de la justice par les syndicats classiques, ces différentes structures se voient refuser la qualité de syndicats entre 1996 et 1998. Les juges s'appuient sur l'article L 411-1 du code du travail qui dispose que « les syndicats professionnels ont exclusivement pour objet l'étude et la défense des droits ainsi que des intérêts matériels et moraux, tant collectifs qu'individuels, des personnes visées par leur statut ». Dominique Andolfatto et Thierry Choffat indiquent qu'« après 1998, toutes ces organisations ont donc disparu, de facto ou de jure. En outre, la plupart étant tenues par des mégrétistes, la scission du FN leur fut fatale ».

## Bilan
D'après Nicolas Lebourg et Joseph Beauregard, « la méconnaissance de ce terrain est telle que l'offensive ne supporte pas la contre-attaque des syndicats : les listes syndicales frontistes pour les élections professionnelles, les dépôts des statuts des syndicats, sont juridiquement si mal ficelés qu'un déluge d'interdictions s'abat. Au bout du compte, la tentative proclamée d'une OPA sur le monde des travailleurs n'a pas d'effet sur le paysage syndical et n'est un succès qu'en tant que campagne interne de Bruno Mégret au sein du parti. Le délégué général a démontré une vraie réactivité au vote [de l'élection présidentielle de 1995]. Il a certes quelque peu confondu la création de structures avec la pénétration des milieux sociaux, mais les militants n'y sont guère attentifs ».
D'après Dominique Andolfatto et Thierry Choffat, la direction du parti a été « absorbée par d'autres priorités » après la disparition des syndicats et « a délaissé l'implantation syndicale, d'autant plus que perdurait au sein des élites frontistes un antisyndicalisme foncier ».